# 東みよし町立三好中学校
東みよし町立三好中学校（ひがしみよしちょうりつ みよしちゅうがっこう）は、徳島県三好郡東みよし町昼間にある公立中学校。

## 校訓
- 清明

## 校歌
- 作詞: 久原正雄
- 作曲: 近藤良三

## 著名な卒業生
- 宮内仁一（元プロ野球選手・阪神タイガース）
- 佐々木麻衣（タレント・グラビアアイドル）　東みよし町親善大使(2016年1月24日就任)
- 日向千歩(ひなたちほ)（元タレント・モデル）　出演:京阪電鉄おけいはん コナミ任天堂DS「とんがりボウシと魔法の365にち」

## 関連学校
- 東みよし町立足代小学校
- 東みよし町立昼間小学校
- 東みよし町立東山小学校

## 通学区域が隣接している学校
- 三好市立池田中学校
- 三好市立井川中学校
- 東みよし町立三加茂中学校
- 三好市立三野中学校
- 香川県まんのう町立満濃中学校
- 香川県三豊市立和光中学校